# Bengt Sigurd
Gustav Bengt Sigurd, född 26 augusti 1928 i Ystads församling, Malmöhus län, död 6  juli 2010 i  Lunds domkyrkoförsamling, Skåne län, var en svensk språkvetare med inriktning på nordiska språk, allmän lingvistik och datalingvistik. Han var far till Jan Sigurd.
Sigurd var redaktör vid Svenska Akademiens ordboksredaktion 1958–1965, blev filosofie doktor 1965 och docent i nordiska språk 1966. Han var professor i allmän språkvetenskap vid Stockholms universitet 1970–1978 och vid Lunds universitet 1978–1993.
Sigurd började sin forskarkarriär inom fonetik och fonologi men arbetade inom såväl grammatik och lexikografi som språkvetenskapens historia. Han var en av de första att utnyttja datortekniken då han fick tillgång till SMIL i Lund, och han utvecklade även en datoriserad grammatik, Swetra Grammar, som används inom automatisk översättning och textgenerering. Tillsammans med Carl-Erik Fröberg författade han böckerna Datamaskiner och deras användning (1962) och Den förlängda intelligensen (1976).
Bengt Sigurd är gravsatt i minneslunden på Norra kyrkogården i Lund.

## Verk i urval
- Phonotactic structures in Swedish, 1965 (doktorsavhandling - handledare: Bertil Malmberg)
- Språk i arbete – om ordens och tecknens roll i samhället, 1973
- Språk och språkforskning,1991
- Språk, språkinlärning och språkforskning (tillsammans med Gisela Håkansson), 2007

## Priser och utmärkelser
- Margit Påhlsons pris 1992
- Svenska Akademiens språkforskarpris 2008